# Ignatius Nuh
Ignatius Nuh (Nūḥ, Noah) (* 1451 in Baqūfā, Libanon; † 28. Juli 1509 in Ḥamah) war ein syrisch-orthodoxer Bischof und Patriarch von Mardin/Antiochien.
Er entstammt einer Familie von katholischen Maroniten. Bei einer Wallfahrt nach Jerusalem wurde er syrisch-orthodoxer Mönch und empfing die Priesterweihe durch Dioskoros ˁIsā ibn Ḍawˀ, Metropolit von Jerusalem mit Sitz im Kloster Dair Mar Musa al-Habaschi bei an-Nabek. In seinem Auftrag wirkte er eine Zeit lang im Libanongebirge, um weitere Maroniten zum Übertritt in die syrisch-orthodoxe Kirche zu bewegen.
1480/1 wurde er von Patriarch Ignatius Johannes Ibn Šīllah al-Barṭellī (1480–1493) zum Bischof von Emesa (Homs) ordiniert und nahm den Amtsnamen Cyrillus (Kyrillos) an, 1485 wurde er in Mardin zum Maphrian erhoben mit dem Amtsnamen Basilius (Basileios) und 1493/1494 zum Patriarchen von Mardin erwählt und geweiht mit dem Amtsnamen Ignatius. Er residierte im Kloster az-Zannār bei Homs.
Er schrieb kirchengeschichtliche und theologische Werke in arabischer und dichtete in syrischer Sprache. Von seiner Hand stammt das Tetraevangelion Vat. syr. 271 v,J, 1483.